# غلوزة
الغلوزة (بالإنجليزية: Glycation)‏ (وتسمى أحيانيا الغلكزة غير الإنزيمية) هي الارتباط التساهمي لسكر ببروتين أو ليبيد. السكريات التي تساهم في الغلوزة هي: الغلوكوز، الفركتوز ومشتقاتهما. الغلوزة هي عملية غير إنزيمية مسؤولة على العديد من المضاعفات الوعائية الكبيرة والصغيرة في السكري، ولها دور في بعض أمراض الشيخوخة. يُعتقد أن النواتج النهائية للغلوزة تلعب دورا مسببا للمضاعفات الوعائية في السكر.
على عكس الغلوزة، الغلكزة هي العملية تتم بواسطة الإنزيمات وتعتمد على الـATP ويتم فيها ربط السكريات بالبروتينات والليبيدات. تحدث الغلكزة في مواقع محددة ومعروفة في الجزيء المستهدف وهي شائعة في تعديل ما بعد الترجمة للبروتينات وهي مطلوبة لعمل البروتينات الناضجة.

## الكيمياء الحيوية

الغلوزة عبر إعادة ترتيب أمادوري (في HbA1c الجذر R هو عادة النهاية الأمينية لفالين).

تحدث الغلوزة أساسا في مجرى الدم لنسبة صغيرة من السكريات الممتصة: غلوكوز، فركتوز وغلاكتوز، ويبدو أن للفركتوز نشاط غلوزة أكبر عشر مرات تقريبا من الغلوكوز الذي هو الوقود الأساسي للجسم. يمكن أن تحدث الغلوزة عبر:تفاعلات أمادوري [الإنجليزية]، تفاعلات قاعدة شيف، تفاعلات ميلارد والتي تؤدي إلى نواتج غلوزة نهائية متقدمة [الإنجليزية] (AGEs).

## الأهمية السريرية
لدى خلايا الدم الحمراء عمر ثابت قريبا يقدر بـ120 يوما وهي متاحة لقياس الهيموغلوبين المغلوز. يسمح قياس HbA1c -وهو الهيئة الشائعة من الهيموغلوبين المغلوز- بمراقبةٍ متوسطة المدى لمستوى السكر في الدم لدى المرضى بالسكري. بعض النواتج المغلوزة لها دور في العديد من الأمراض المزمنة المتصلة بالشيخوخة. في الأمراض القلبية الوعائية تتضرر البطانة الغشائية والفيبرينوجين والكولاجين، وفي مرض آلزهايمر بروتينات النشواني هي نواتج جانبية للعمليات التي تتجه نحو نواتج الغلوزة النهائية المتقدمة (AGEs).
يمكن أن تتعرض الخلايا التي تعيش طويلا مثل العصبونات ومختلف أنواع خلايا الدماغ، والبروتينات التي تبقى لمدة طويلة مثل البلورين الخاص بالعدسة والقرنية، والدنا إلى غلوزة معتبرة مع مرور الزمن. وينتج عن التضرر بواسطة الغلوزة تصلب الكولاجين في جدران الأوعية الدموية، وهو ما يؤدي إلى ضغط دموي مرتفع خاصة لدى مرضى السكري. تسبب الغلوزة كذلك وهنا في كولاجين جدران الأوعية الدموية[بحاجة لمصدر] وهو مايؤدي إلى أمدم صغير أو كبير يمكن أن يؤدي -لو حدث في الدماغ- إلى سكتة دماغية.